# Fluoranthen

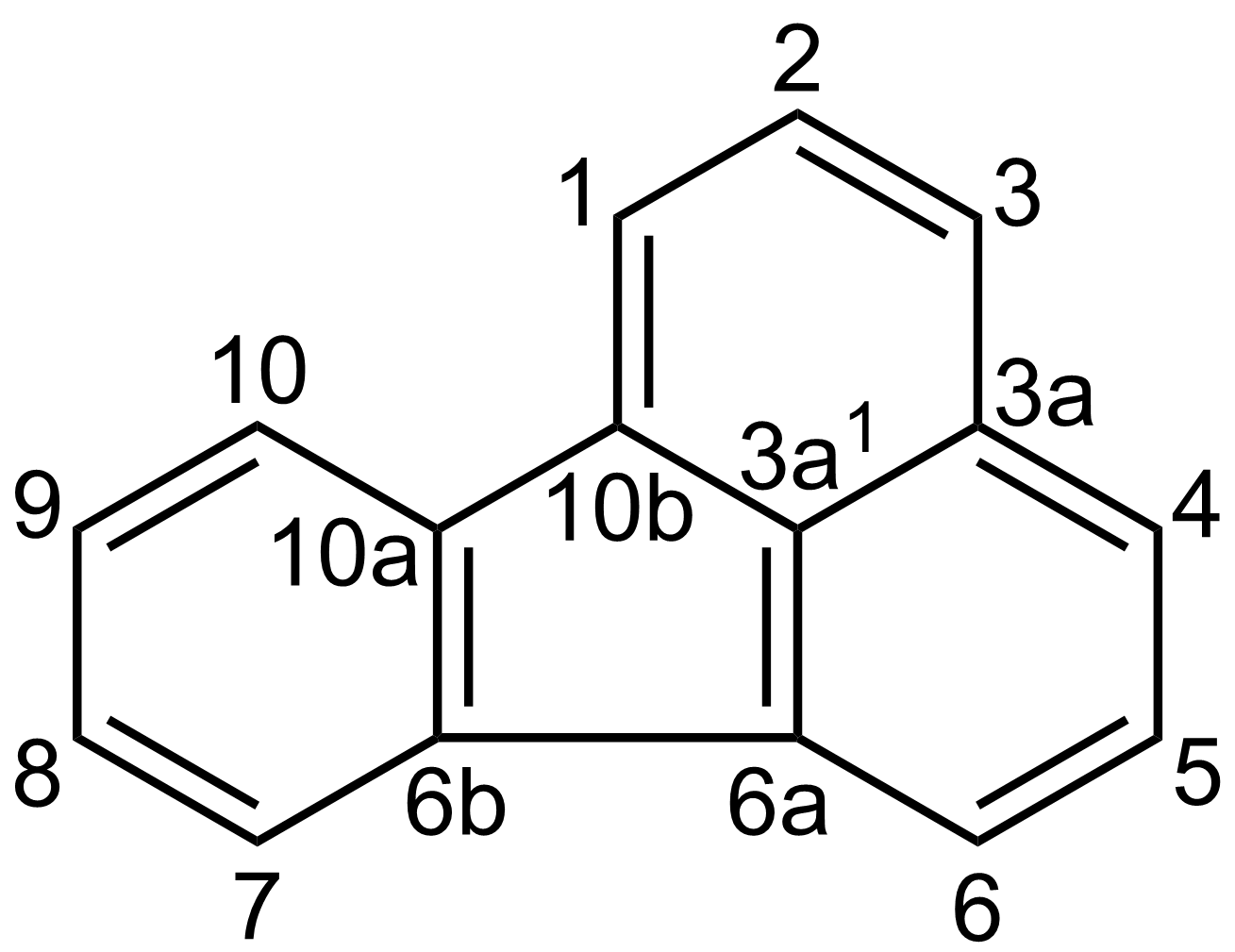
Lokanten von Fluoranthen nach der IUPAC.

Fluoranthen (PIN) ist ein ungesättigter cyclischer Kohlenwasserstoff. Unter Standardbedingungen ist Fluoranthen ein gelblicher bis grüner, kristalliner Feststoff. Er kommt im Steinkohlenteer vor und zählt zu den polycyclischen aromatischen Kohlenwasserstoffen. Fluoranthen ist ein Zwischenprodukt bei der Herstellung von Drogen und Pharmazeutika. 
Die Bezeichnung Fluoranthen leitet sich von der Fluoreszenzeigenschaft der Substanz ab und nicht von Fluoratomen im Molekül.

## Biologische Bedeutung
Fluoranthen wird im menschlichen Körper zu 2-Methylfluoranthen und 3-Methylfluoranthen und deren weiteren Abbauprodukten metabolisiert.

## Sicherheitshinweise
Fluoranthen ist gesundheitsschädlich beim Verschlucken. In Tests mit tierischen Organismen, Bakterien und menschlichen Zellen konnten mutagene und tumorgene Auswirkungen beobachtet werden. Die akute und chronische Toxizität ist bisher nicht gänzlich bekannt.
Die LD50 beträgt bei oraler Applikation bei Ratten 2000 mg pro kg Körpergewicht, bei dermaler Applikation bei Kaninchen 3180 mg/kg.
Fluoranthen ist unter der Wassergefährdungsklasse 2 und somit als wassergefährdend eingestuft. Bei der Zersetzung können Kohlenstoffdioxid und Kohlenstoffmonoxid freigesetzt werden.